# Elezioni europee del 1989 nei Paesi Bassi
Le elezioni europee del 1989 nei Paesi Bassi si sono tenute il 10 giugno.

## Risultati
| Liste  | Liste                                           | Gruppo | Voti      | %     | Seggi |
| ------ | ----------------------------------------------- | ------ | --------- | ----- | ----- |
|        | Appello Cristiano Democratico                   | PPE    | 1.814.107 | 34,60 | 10    |
|        | Partito del Lavoro                              | SOC    | 1.609.626 | 30,70 | 8     |
|        | Partito Popolare per la Libertà e la Democrazia | LDR    | 714.745   | 13,63 | 3     |
|        | Arcobaleno                                      | GV     | 365.535   | 6,97  | 2     |
|        | Democratici 66                                  | LDR    | 311.990   | 5,95  | 1     |
|        | SGP - GPV - RPF                                 | NI     | 309.060   | 5,90  | 1     |
|        | Democratici di Centro                           | -      | 40.780    | 0,78  | -     |
|        | Partito Socialista                              | -      | 34.332    | 0,65  | -     |
|        | Iniziativa per la Democrazia Europea            | -      | 23.298    | 0,44  | -     |
|        | God Met Ons                                     | -      | 18.860    | 0,36  | -     |
| Totale | Totale                                          | Totale | 5.242.333 |       | 25    |